# 岡三にいがた証券
岡三にいがた証券株式会社（おかさんにいがたしょうけん、英称：Okasan Niigata Securities Co.,Ltd.）は、新潟県長岡市に本店を置く日本の証券会社。岡三証券グループ傘下の証券会社である。1899年(明治32年)に新潟県長岡市で反町新作商店として創業。120年以上の歴史がある。

## 概要
経営理念として「地域に愛され、お客様と共に栄える」を掲げる対面営業を主体とした地場証券である。特徴として県内企業や農業を応援する地域応援ファンドを設定し販売している。また独自の新潟県関連上場企業レポートの公開を行っている。

## 沿革

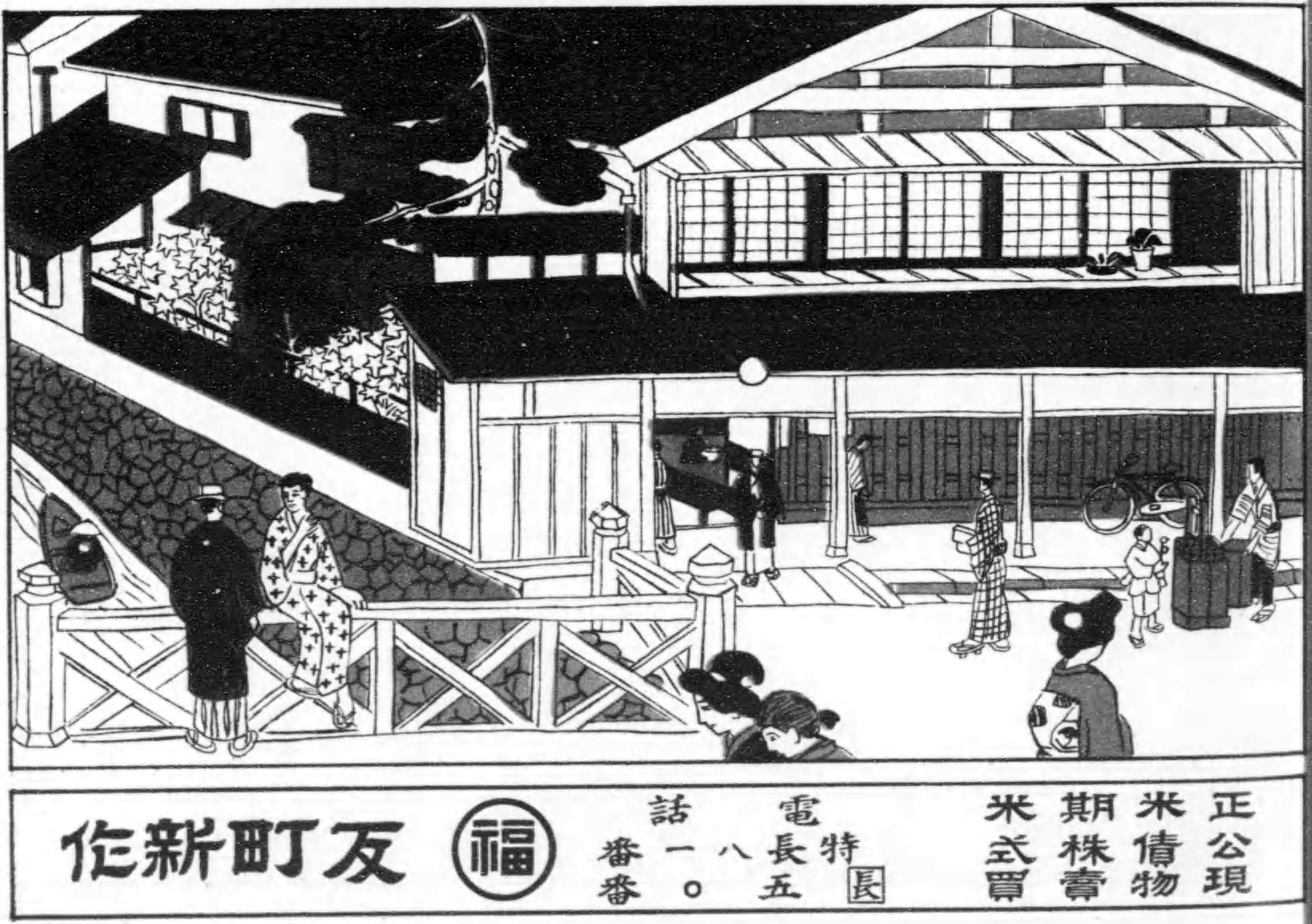
大正期の反町新作商店（『絵画北越商工便覧』大正8年刊より）

- 1899年（明治32年）10月 - 反町新作商店創業
- 1944年（昭和19年）3月30日 - 丸福証券株式会社設立（資本金15万円）。本店：新潟県長岡市呉服町乙471番地、取締役社長 反町芝郎、新潟支店開設
- 1944年（昭和19年）4月 - 日本証券取引所新潟市場取引員認可
- 1948年（昭和23年）9月 - 証券取引法に基づく証券業者として登録
- 1949年（昭和24年）1月 - 見附出張所開設（現：見附支店）
- 1949年（昭和24年）8月 - 高田出張所開設（現：上越支店）
- 1952年（昭和27年）9月 - 柏崎出張所開設（現：柏崎支店）
- 1961年（昭和36年）8月 - 小出営業所開設（現：小出支店）
- 1961年（昭和36年）10月 - 資本金5,000万円に増資
- 1962年（昭和37年）12月 - 新井営業所開設（現：新井支店）
- 1963年（昭和38年）7月 - 本店を長岡市大手通1丁目5番地5に移転
- 1968年（昭和43年）4月 - 大蔵大臣より改正証券取引法による免許を受ける
- 1971年（昭和46年）6月 - 十日町営業所開設（現：十日町支店）
- 1971年（昭和46年）11月 - 岡三證券株式会社（現・株式会社岡三証券グループ）と業務提携
- 1972年（昭和47年）3月 - 資本金1億円に増資
- 1976年（昭和51年）6月 - 五泉営業所開設（現：五泉支店）
- 1980年（昭和55年）5月 - 三条営業所開設（現：三条支店）
- 1982年（昭和57年）10月 - 資本金2億円に増資
- 1984年（昭和59年）9月 - 新発田営業所開設（現：新発田支店）
- 1985年（昭和60年）10月 - 資本金302,572,720円に増資
- 1986年（昭和61年）2月 - 3号免許取得（有価証券の引き受け及び売り出しを行う業務）
- 1987年（昭和62年）10月 - 資本金502,572,720円に増資
- 1988年（昭和63年）2月 - 東京連絡事務所開設
- 1988年（昭和63年）8月 - 東京営業所開設（1989年東京支店へ改称、のち2009年閉鎖）
- 1990年（平成2年）5月 - 資本金852,575,720円に増資
- 1991年（平成3年）3月 - 東京証券取引所会員加入による業務開始
- 1996年（平成8年）10月 - 六日町営業所開設
- 1998年（平成10年）6月 - 外貨建（USドル）MMF取扱い開始
- 1998年（平成10年）10月 - 小千谷営業所開設
- 1998年（平成10年）12月 - 顧客分別保管開始
- 1999年（平成11年）1月 - 証券業登録、証券業が免許制から登録制へ移行
- 抵当証券業の登録（登録番号 関東財務局長（1）第152号）
- 1999年（平成11年）2月 - 元引受業務の認可受ける
- 1999年（平成11年）10月 - 創業100周年
- 2001年（平成13年）3月 - 保険募集業務開始
- 2001年（平成13年）11月 - 東京証券取引所の株式会社化により総合取引参加者資格取得
- 2006年（平成18年）9月 - ODIN[3]システム導入
- 2007年（平成19年）9月 - 金融商品取引法に基づく金融商品取引業者として登録（登録番号　関東財務局長（金商）　第169号）
- 2009年（平成21年）1月 - 株券電子化実施
- 2010年（平成22年）1月 - 大阪証券取引所の取引参加者資格取得
- 2013年（平成25年）1月 - 和光証券系列の地場証券会社だった新和証券を吸収合併、旧新和証券本店に新潟支店を移転
- 2014年（平成26年）3月 - 新本社屋完成（長岡市大手通1丁目5番地5）
- 2014年（平成26年）4月 - 丸福証券株式会社を岡三にいがた証券株式会社に社名変更
- 2016年（平成28年）4月 - 個人型年金受付業務開始
- 2019年（令和元年）4月 - 創業120周年
- 2021年（令和3年）1月 - 日産証券から、新潟県内3店舗（新潟支店、長岡支店、上越支店）における第一種金融商品取引業（金融商品取引法第28条第8項に規定する有価証券関連業に限る）を譲受[4][5]

## 支店一覧
- 本店： 長岡市大手通1丁目5番地5
- 新潟支店： 新潟市中央区上大川前通6番町1178-1
- 上越支店： 上越市西城町3-5-24
- 柏崎支店： 柏崎市駅前1-5-1
- 三条支店： 三条市仲之町1-12
- 小出支店： 魚沼市小出島487
- 十日町支店： 十日町市本町3-358-1
- 見附支店： 見附市新町1-17-23
- 新井支店： 妙高市朝日町1-2-7
- 五泉支店： 五泉市東本町2-5-1
- 新発田支店： 新発田市大手町1-1-15
- 六日町営業所： 南魚沼市六日町1831
- 小千谷営業所： 小千谷市城内1-2-14

## 新潟県の地場証券
- 第四北越証券：新潟県長岡市に本店を置く証券会社。県内16支店（佐渡事務所を含む）を構え従業員数は220名。2021年3月期の営業収益は55億57百万円、純利益12億99百万円であった。[10]第四北越フィナンシャルグループ系。
- 国府証券：新潟県佐渡市に本店を置く証券会社。佐渡市内本店と両津営業所を構え従業員数は10名。2021年3月期の営業収益は1億04百万円、純利益5百万円であった。[11]証券ジャパン系。

## 新潟県のかつて存在した地場証券
- 三条證券 - 自主廃業。旧第四証券に顧客を引き継ぎ、店舗は第四証券三条支店が移転して引き継ぎ、新築移転した第四銀行三条支店（現：第四北越銀行三条支店）のビルに移転するまで使用された。[12]
- 越後証券 - 従業員による資金流用問題のため廃業。中証券と合併して新潟証券となる予定だったがこの事件により合併は破談。[13]旧コスモ証券系。
- 日新証券 - 自主廃業。旧新日本証券系。
- 中証券 - 1997年新潟証券へ社名変更、2006年第四銀行へ資本移動、のちに2015年第四証券、現在は第四北越証券。2004年に新潟証券は簿外債務により金融庁より処分。[14]
- 新和証券 - 2013年丸福証券（現・岡三にいがた証券）による吸収合併により消滅。旧和光証券系。

## その他
- SBIマネープラザ - SBI証券ならびにSMBC日興証券が主要株主の金融商品仲介業者。SBI証券やウェルスナビ、住宅ローン、生命保険等、法人個人向けに幅広い商品の取り扱いがある。新潟市中央区において大光銀行との共同店舗の運営開始。[15][16]
- エフピーエム - 1996年設立。新潟県三条市に本社を置く金融商品仲介業者（IFA）。楽天証券やあかつき証券、生命保険商品等の取り扱いがある。[17]
- 新潟県内では、野村證券、大和証券、SMBC日興証券、みずほ証券、三菱UFJモルガン・スタンレー証券、東海東京証券、丸三証券といった大手証券や準大手証券、中堅証券が出店している。[18]

## 新潟県に関係する相場師
- 反町茂平 - 新潟県長岡市出身。米先物相場で巨利を得て日本橋蛎殻町に進出。実業家。弟反町新作は丸福証券を創業。子反町茂作は大東京火災海上保険（現あいおいニッセイ同和損保）を創設。[19]
- 幸田慶三郎 - 新潟県出身。米先物相場、株式相場で巨利を得る。新潟市会議員、新潟商工会議所議員、新潟米穀取引所取引員組合委員長等を歴任。[20]